# Виды лазеров
Далее приводится таблица параметров наиболее распространённых лазеров различных типов, рабочие длины волн, области применения.

## Типы и виды лазеров

### Газовые лазеры
| Рабочее тело                                | Длина волны                                                                           | Источник накачки | Применение |
| ------------------------------------------- | ------------------------------------------------------------------------------------- | --- | --- |
| Гелий-неоновый лазер                        | 632,8 нм (543,5; 593,9; 611,8 нм, 1,1523; 1,52; 3,3913 мкм)                           | Электрический разряд | Интерферометрия, голография, спектроскопия, считывание штрих-кодов, демонстрация оптических эффектов. |
| Аргоновый лазер                             | 488,0; 514,5 нм, (351; 465,8; 472,7; 528,7 нм)                                        | Электрический разряд | Лечение сетчатки глаза, литография, накачка других лазеров. |
| Криптоновый лазер                           | 416; 530,9; 568,2; 647,1; 676,4; 752,5; 799,3 нм                                      | Электрический разряд | Научные исследования, в смеси с аргоном лазеры белого света, лазерные шоу. |
| Ксеноновый лазер                            | Множество спектральных линий по всему видимому спектру и частично в УФ и ИК областях. | Электрический разряд | Научные исследования. |
| Азотный лазер                               | 337,1 нм (316; 357 нм)                                                                | Электрический разряд | Накачка лазеров на красителях, исследование загрязнения атмосферы, научные исследования, учебные лазеры. |
| Лазер на фтористом водороде                 | 2,7—2,9 мкм (Фтористый водород) 3,6—4,2 мкм (фторид дейтерия)                         | Химическая реакция горения этилена и трёхфтористого азота (NF3), инициируемая электрическим разрядом (импульсный режим) | Способен работать в постоянном режиме в области мегаваттных мощностей и в импульсном режиме в области тераваттных мощностей. Один из самых мощных лазеров. Лазерные вооружения. Лазерный термоядерный синтез (ЛТС).                                                                                |
| Химический лазер на кислороде и иоде (COIL) | 1,315 мкм                                                                             | Химическая реакция в пламени синглетного кислорода и иода                                                               | Способен работать в постоянном режиме в области мегаваттных мощностей. Также создан и импульсный вариант. Научные исследования, лазерные вооружения. Обработка материалов. Лазерный термоядерный синтез (ЛТС). В перспективе: источник накачки неодимовых лазеров и рентгеновских лазерных систем. |
| Углекислотный лазер (CO2)                   | 10,6 мкм, (9,6 мкм)                                                                   | Поперечный (большие мощности) или продольный (малые мощности) электрический разряд, химическая реакция (DF-CO2 лазер)   | Обработка материалов (резка, сварка), хирургия. |
| Лазер на монооксиде углерода (CO)           | 2,5—4,2 мкм, 4,8—8,3 мкм                                                              | Электрический разряд; химическая реакция                                                                                | Обработка материалов (гравировка, сварка и т. д.), фотоакустическая спектроскопия. |
| Эксимерный лазер                            | 193 нм (ArF), 248 нм (KrF), 308 нм (XeCl), 353 нм (XeF)                               | Рекомбинация эксимерных молекул при электрическом разряде                                                               | Ультрафиолетовая литография в полупроводниковой промышленности, лазерная хирургия, коррекция зрения. |

### Лазеры на красителях
| Рабочее тело        | Длина волны                                                                      | Источник накачки                | Применение |
| ------------------- | -------------------------------------------------------------------------------- | ------------------------------- | --- |
| Лазер на красителях | 390—435 нм (Стильбен), 460—515 нм (Кумарин 102), 570—640 нм (Родамин 6G), другие | Другой лазер, импульсная лампа. | Научные исследования, спектроскопия, косметическая хирургия, разделение изотопов. Рабочий диапазон определяется типом красителя. |

### Лазеры на парах металлов
| Рабочее тело                            | Длина волны                                | Источник накачки                                    | Применение                                                          |
| --------------------------------------- | ------------------------------------------ | --------------------------------------------------- | ------------------------------------------------------------------- |
| Гелий-кадмиевый лазер на парах металлов | 440 нм, 325 нм                             | Электрический разряд в смеси паров металла и гелия. | Полиграфия, УФ детекторы валюты, научные исследования.              |
| Гелий-ртутный лазер на парах металлов   | 567 нм, 615 нм                             | Электрический разряд в смеси паров металла и гелия. | Археология, научные исследования, учебные лазеры.                   |
| Гелий-селеновый лазер на парах металлов | до 24 спектральных полос от красного до УФ | Электрический разряд в смеси паров металла и гелия. | Археология, научные исследования, учебные лазеры.                   |
| Лазер на парах меди                     | 510,6 нм, 578,2 нм                         | Электрический разряд                                | Дерматология, скоростная фотография, накачка лазеров на красителях. |
| Лазер на парах золота                   | 627 нм                                     | Электрический разряд                                | Археология, медицина.                                               |

### Твердотельные лазеры
| Рабочее тело | Длина волны                                                   | Источник накачки | Применение |
| --- | ------------------------------------------------------------- | --- | --- |
| Рубиновый лазер | 694,3 нм                                                      | Импульсная лампа | Голография, удаление татуировок. Первый представленный тип лазера (1960). |
| Алюмо-иттриевые лазеры, допированные неодимом (Nd:YAG)                                                                                   | 1,064 мкм, (1,32 мкм)                                         | Импульсная лампа, лазерный диод | Обработка материалов, лазерные дальномеры, лазерные целеуказатели, хирургия, научные исследования, накачка других лазеров. Один из самых распространённых лазеров высокой мощности. Обычно работает в импульсном режиме (доли наносекунд). Нередко используется в сочетании с удвоителем частоты и соответственным изменением длины волны на 532 нм. Известны конструкции с квазинепрерывным режимом излучения. |
| Лазер на фториде иттрия-лития с легированием неодимом (Nd:YLF)                                                                           | 1,047 и 1,053 мкм                                             | Импульсная лампа, лазерный диод | Наиболее часто используются для накачки титан-сапфировых лазеров, используя эффект удвоения частоты в нелинейной оптике. |
| Лазер на ванадате иттрия (YVO4) с легированием неодимом (Nd:YVO)                                                                         | 1,064 мкм                                                     | Лазерные диоды | Наиболее часто используются для накачки титан-сапфировых лазеров, используя эффект удвоения частоты в нелинейной оптике. |
| Лазер на неодимовом стекле (Nd:Glass) | ~1,062 мкм (Силикатные стёкла), ~1,054 мкм (Фосфатные стёкла) | Импульсная лампа, Лазерные диоды | Лазеры сверхвысокой мощности (тераватты) и энергии (мегаджоули). Обычно работают в нелинейном режиме утроения частоты до 351 нм в устройствах лазерной плавки. Лазерный термоядерный синтез (ЛТС). Накачка рентгеновских лазеров. |
| Титан-сапфировый лазер | 650—1100 нм                                                   | Другой лазер | Спектроскопия, лазерные дальномеры, научные исследования. |
| Алюмо-иттриевые лазеры с легированием тулием (Tm:YAG)                                                                                    | 2,0 мкм                                                       | Лазерные диоды | Лазерные радары |
| Алюмо-иттриевые лазеры с легированием иттербием (Yb:YAG)                                                                                 | 1,03 мкм                                                      | Импульсная лампа, Лазерные диоды | Обработка материалов, исследование сверхкоротких импульсов, мультифотонная микроскопия, лазерные дальномеры. |
| Алюмо-иттриевые лазеры с легированием гольмием (Ho:YAG)                                                                                  | 2,1 мкм                                                       | Лазерные диоды | Медицина |
| Церий-легированный литий-стронций (или кальций)-алюмо-фторидный лазер (Ce:LiSAF, Ce:LiCAF)                                               | ~280-316 нм                                                   | Лазер Nd:YAG с учетверением частоты, Эксимерный лазер, лазер на парах ртути.                                                                                  | Исследование атмосферы, лазерные дальномеры, научные разработки. |
| Лазер на александрите с легированием хромом                                                                                              | Настраивается в диапазоне от 700 до 820 нм                    | Импульсная лампа, Лазерные диоды. Для непрерывного режима — дуговая ртутная лампа                                                                             | Дерматология, лазерные дальномеры. |
| Волоконный лазер с легированием эрбием                                                                                                   | 1,53-1,56 мкм                                                 | Лазерные диоды | Оптические усилители в волоконно-оптических линиях связи, обработка металлов (резка, сварка, гравировка), термораскалывание стекла, медицина, косметология. |
| Лазеры на фториде кальция, легированном ураном (U:CaF2)                                                                                  | 2,5 мкм                                                       | Импульсная лампа | Первый 4-х уровневый твердотельный лазер, второй работающий тип лазера (после рубинового лазера Маймана), охлаждался жидким гелием, сегодня нигде не используется. |
| Лазеры на халькогенидах цинка/кадмия, легированных переходными металлами (хромом,железом) (TM2+:AIIBVI, Cr2+:CdSe, Cr2+:ZnSe, Fe2+:ZnSe) | Cr2+ 1,9-3,6 мкм, Fe2+ 4-5.5 мкм                              | для Cr2+-легированной активной среды — лазерный диод, эрбиевый или тулиевый волоконные лазеры, для Fe2+-легированной активной среды — Er:YAG лазер (2,94 мкм) | Твердотельные лазеры с широкой полосой перестройки, генерация фемтосекундных лазерных импульсов |

### Полупроводниковые лазеры
| Рабочее тело                    | Длина волны | Источник накачки                      | Применение |
| ------------------------------- | --- | ------------------------------------- | --- |
| Полупроводниковый лазерный диод | Длина волны зависит от материала и структуры активной области: ближний УФ, фиолетовый, синий — полупроводниковые нитриды Ga, Al; красный, ближний ИК-диапазон — соединения на основе Al, Ga, As; ближний и средний ИК-диапазон — соединения, содержащие In, P, Sb; средний ИК — дальний ИК-диапазон — соли свинца; средний ИК — терагерцовый диапазон — полупроводниковые квантово-каскадные лазеры | Электрический ток, оптическая накачка | Телекоммуникации, голография, лазерные целеуказатели, лазерные принтеры, накачка лазеров других типов. AlGaAs-лазеры (алюминий-арсенид-галлиевые), работающие в диапазоне 780 нм используются в проигрывателях компакт-дисков и являются самыми распространёнными в мире. |

### Другие типы лазеров
| Рабочее тело                     | Длина волны                                                          | Источник накачки                                                                                      | Применение |
| -------------------------------- | -------------------------------------------------------------------- | --- | --- |
| Лазер на свободных электронах    | Длина волны рентгеновского лазера варьируется в диапазоне 0,085—6 нм | Пучок релятивистских электронов                                                                       | Исследования атмосферы, материаловедение, медицина, противоракетная оборона. |
| Псевдо-никелево-самариевый лазер | Рентгеновское излучение 7,3—15 нм                                    | Излучение в сверхгорячей плазме самария, создаваемое двойными импульсами лазера на неодимовом стекле. | Первый демонстрационный лазер, работающий в области жесткого рентгеновского излучения. Может применяться в микроскопах сверхвысокого разрешения и голографии. Его излучение лежит в «окне прозрачности» воды и позволяет исследовать структуру ДНК, активность вирусов в клетках, действие лекарств. |
| Лазер на центрах окраски         | Длина волны 0,8—4 микрон                                             | Оптическая (лампа вспышка, лазерная), пучок электронов                                                | Спектроскопия, медицина. |